# دختر بد (ترانه اعترافات یک معتاد به خرید)
«دختر بد» (به انگلیسی: Bad Girl) ترانه‌ای است که در ابتدا توسط خواننده باربادوسی ریانا و خواننده آمریکایی کریس براون برای موسیقی متن فیلم اعترافات یک معتاد به خرید (۲۰۰۹) ضبط شده‌است. نسخه آنها از این ترانه به دلیل نسخه ای که توسط گروه دخترانه آمریکایی پوسی‌کت دالز اجرا شد، از موسیقی متن حذف شد. نسخه ترانه ریانا و براون در تاریخ ۶ ژانویه ۲۰۰۹ در اینترنت فاش شد. این ترانه دربارهٔ اعتیاد به خرید و به طور خاص تر، خرید کفش و کیف دستی است. تصمیم هالیوود رکوردز برای درج نکردن نسخه ریحانا و براون مورد انتقاد رایان بروکینگتون برای نیویورک پست قرار گرفت، اما مایکل کوین برای بی‌بی‌سی میوزیک نسخه پوسی‌کت دالز را ستایش‌آمیز خواند. نسخه ریانا و براون در رتبه ۵۵ در آهنگ‌های داغ آراندبی/هیپ-هاپ ایالات متحده قرار گرفت.
«دختر بد» توسط جمال جونز، کریس براون، استر دین، دارنل دالتون، لامار تیلور و جیسون پری نوشته شده‌است. تولید این آهنگ توسط جونز با نام تولید خود، Polow da Don انجام شد. ترانه توسط ریانا و براون ضبط شده‌است تا در آلبوم موسیقی متن فیلم اعترافات یک معتاد به خرید (۲۰۰۹) قرار بگیرد.